# Insurrezione giacobita del 1689
L'insurrezione giacobita del 1689 fu una rivolta che cercava di restaurare Giacomo II e VII, dopo la sua deposizione del 1688. Gli aderenti alla casata in esilio degli Stuart erano conosciuto come "Giacobiti", da Jacobus, in latino per Giacomo, e il movimento politico a loro associato era il Giacobitismo.
Parte del più ampio conflitto europeo noto come Guerra dei Nove Anni, l'insurrezione scozzese fu lanciata a sostegno della Guerra guglielmita in Irlanda dal 1689 al 1691. Nonostante la vittoria a Killiecrankie nel luglio 1689, la morte del leader giacobita John Graham, I visconte Dundee e la mancanza di rifornimenti limitarono l'insurrezione scozzese. La grande azione militare terminò nel maggio 1690, sebbene le Highlands non fossero definitivamente sottomesse fino al febbraio 1692, concludendo con il massacro di Glencoe.
Fu la prima di una serie di ribellioni e complotti giacobiti che continuarono fino alla metà del XVIII secolo.

## Antefatti
Nel febbraio 1685, il cattolico Giacomo II e VII salì al potere con un ampio sostegno in tutti e tre i regni. Nell'Irlanda prevalentemente cattolica, si sperava che avrebbe annullato le confische delle terre e le restrizioni alla loro capacità di ricoprire cariche. Anche se il resto nella stragrande maggioranza protestante, le Guerre dei tre regni dal 1638 al 1651 fecero sì che molti in Inghilterra e Scozia temessero le conseguenze dell'elusione dell'"erede naturale". Il desiderio di stabilità portò al rapido crollo di due insurrezioni protestanti nel giugno 1685, la ribellione di Monmouth in Inghilterra e l'insurrezione di Argyll in Scozia.

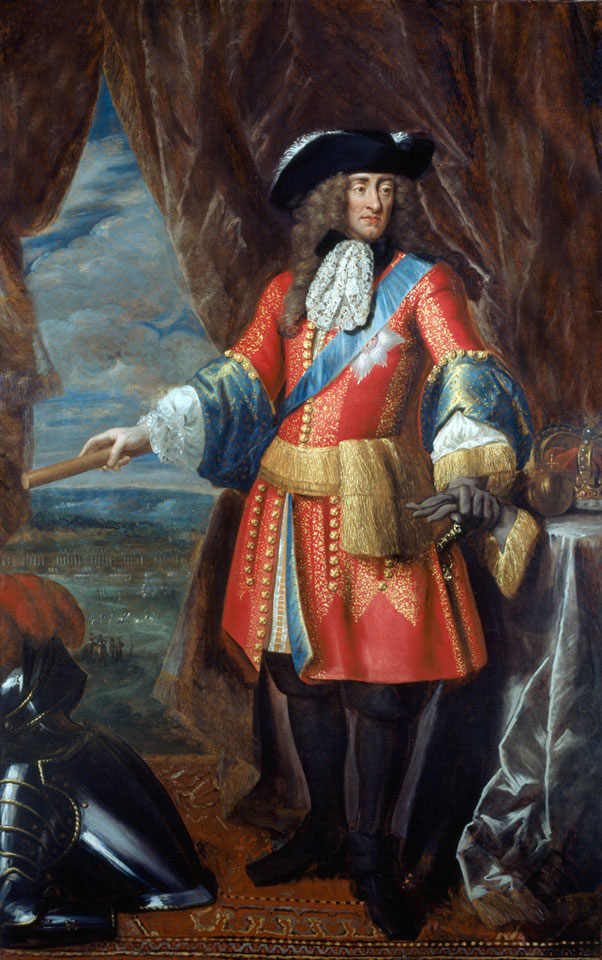
Giacomo II & VII

Gli Scottish Succession and Test Acts del 1681 resero l'obbedienza al monarca come obbligo legale, "indipendentemente dalla religione", in cambio, Giacomo giurò di difendere il primato della Chiesa di Scozia o del kirk. Nel 1680, oltre il 95 percento degli scozzesi era membro del kirk; i cattolici erano meno del 2% della popolazione e anche altre sétte protestanti furono bandite. I tentativi di abrogare lo Scottish Test Act minarono i suoi sostenitori moderati, mentre premiavano i presbiteriani dissidenti che sostenevano Argyll nel 1685.
La percezione che Giacomo fosse disposto a ignorare i suoi impegni, il suo giuramento di incoronazione e i suoi stessi sostenitori ha seriamente minato la sua posizione in Scozia. Nell'ottobre 1685, circa 200 000 protestanti francesi furono costretti all'esilio dall'Editto di Fontainebleau, mentre l'espansione francese sotto Luigi XIV minacciava la Repubblica protestante olandese. Gli stretti legami economici e culturali tra la Scozia e i compagni calvinisti in Francia e in Olanda esacerbarono i timori dell'Europa protestante che era minacciata da una controriforma cattolica.
Nel giugno 1688, due eventi trasformarono il dissenso in una crisi. Il primo fu la nascita di Giacomo Francesco Edoardo Stuart il 10 giugno, creando la prospettiva di una dinastia cattolica, piuttosto che a James successe la figlia protestante Maria e suo marito Guglielmo d'Orange. Il secondo è stato il perseguimento dei Sette Vescovi, che sembrava andare oltre la tolleranza per il cattolicesimo in un assalto alla Chiesa d'Inghilterra. Questo sembrava minacciare anche il kirk, e la loro assoluzione il 30 giugno distrusse l'autorità politica di Giacomo sia in Scozia che in Inghilterra.
Prima del 1685, molti temevano la guerra civile se Giacomo fosse stato aggirato; nel 1688, sembrava che solo la sua rimozione potesse impedirne una. La guerra con la Francia sembrava imminente, rendendo Guglielmo ansioso di assicurarsi le risorse inglesi; a luglio ricevette assicurazioni di sostegno all'intervento armato da tutta la classe politica inglese, compresi quelli che in precedenza avevano sostenuto Giacomo. La Guerra dei Nove Anni iniziò a settembre e il 5 novembre Guglielmo sbarcò a Brixham con 14 000 uomini; mentre avanzava gran parte dell'esercito reale disertò e Giacomo andò in esilio il 23 dicembre. A febbraio, il Parlamento d'Inghilterra nominò Guglielmo e Maria monarchi congiunti d'Inghilterra.

## La Convenzione Scozzese
Nel marzo 1689 si tennero le elezioni per una Convenzione scozzese per concordare un accordo. Molti dei consiglieri di Guglielmo erano esuli scozzesi come Argyll e Melville, che volevano espellere i vescovi dalla chiesa. Quando la Convenzione si riunì a marzo, i 125 delegati furono divisi approssimativamente in 75:50 tra presbiteriani ed episcopaliani; solo una piccola minoranza era fedele a Giacomo, il vero dibattito era il controllo della chiesa e i limiti dell'autorità reale.
Il 12 marzo Giacomo sbarcò in Irlanda; inviò alla Convenzione una lettera, che è stata letta il 16 marzo, chiedendo obbedienza minacciando di punizione per il mancato rispetto. La rabbia pubblica ha fatto si che alcuni episcopaliani smettessero di partecipare alle riunioni, affermando di temere per la propria sicurezza, mentre altri cambiavano schieramento. Inoltre, il cattolico duca di Gordon tenne  il castello di Edimburgo per Giacomo, mentre il suo ex comandante militare, il visconte Dundee, iniziò a reclutare truppe. L'effetto è stato quello di rafforzare la maggioranza presbiteriana nella Convenzione, che si è riunita a porte chiuse sorvegliate dalle proprie truppe.
L'11 aprile, la Convenzione pose fine al regno di Giacomo e adottò gli Articles of Grievances e il Claim of Right Act che resero il Parlamento il potere legislativo primario in Scozia. L'11 maggio 1689, Guglielmo e Maria accettarono il trono scozzese e la Convenzione divenne un Parlamento completo il 5 giugno.

## La rivolta Giacobita
L'insurrezione di Dundee è stata progettata per completare la guerra in Irlanda e ha fatto affidamento sul sostegno dell'Ulster. Il comandante del governo in Scozia era Hugh Mackay, un soldato esperto con circa 3500 soldati, inclusi 1100 uomini della veterana Dutch Scots Brigade. Ewen Cameron di Lochiel radunò circa 1800 leve delle Highland a Glenroy; Dundee si unì a lui con circa 40 compagni e il 18 maggio marciò nel tentativo di portare Mackay in battaglia.
Consapevole della natura a breve termine della guerra delle Highlands, Mackay evitò il combattimento; quando Dundee tornò a Glenroy alla fine di giugno, la maggior parte dei membri del clan tornò a casa, lasciandolo con meno di 200 uomini. La sua posizione fu indebolita dalle defezioni, Gordon si arrese al castello di Edimburgo il 14 giugno, mentre la ritirata giacobita nell'Ulster rese estremamente difficile il rifornimento. Gli unici rinforzi ricevuti furono un contingente di 300 soldati irlandesi al comando di Alexander Cannon, che sbarcò vicino a Duart il 21 luglio.
Prima di tornare a Glenroy, Dundee installò una guarnigione giacobita al castello di Blair, un punto strategico che controllava l'accesso alle Lowlands scozzesi. Sede del marchese di Atholl, questo mostra quanti hanno cercato di bilanciare entrambe le parti. Atholl partì per Bath, nel Somerset, accusando problemi di salute, mentre il figlio maggiore John Murray "assediava" la sua casa ancestrale per conto del governo. Stava attento a non danneggiarlo, mentre la sua guarnigione era comandata da Patrick Stewart di Ballechin, un fidato servitore della famiglia Atholl.

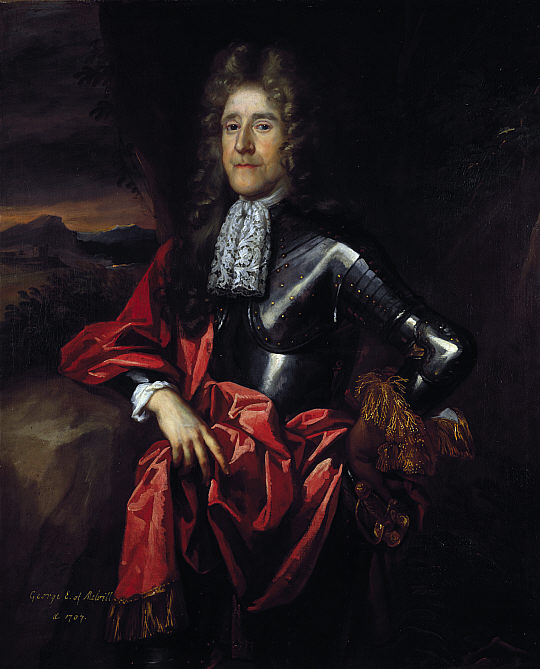
George Melville, I conte di Melville, leader dei governativi in Parlamento

Quando i rinfozi guidati da Dundee arrivarono a Blair il 25 luglio, Murray si ritirò, mentre Mackay lasciò Perth con circa 3500 uomini e si spostò a nord per sostenerlo. A Killiecrankie il 27 luglio, i giacobiti ottennero una clamorosa vittoria, infliggendo quasi 2000 vittime all'esercito di Mackay. Tuttavia, quasi un terzo dei giacobiti fu ucciso, incluso Dundee. Alexander Cannon subentrò come leader giacobita, ma le sue opzioni erano limitate. Senza equipaggiamento d'assedio, non poteva catturare un porto, rendendo quasi impossibile il rifornimento, mentre la mancanza di cavalleria rendeva i soldati giacobiti vulnerabili all'aperto. Il tempo era dalla parte di Mackay, purché evitasse un'altra imboscata.
Dopo che un assalto a Dunkeld in agosto fu respinto con pesanti perdite, Cannon concluse la campagna per l'anno e il suo esercito si disperse. Mackay trascorse l'inverno riducendo le roccaforti giacobite e costruendo una nuova base a Fort William, mentre le due condizioni meteorologiche portavano a una grave carenza di cibo. Thomas Buchan sostituì Cannon nel febbraio 1690, ma riuscì a mobilitare solo circa 800 uomini; fu colto di sorpresa a Cromdale in maggio e le sue forze disperse. Mackay inseguì Buchan nell'Aberdeenshire, impedendogli di stabilire una base sicura. Nel novembre 1690, Mackay cedette il comando a Thomas Livingstone.
Ansioso di riassegnare le risorse alla guerra contro la Francia, nel marzo 1690, Lord Stair offrì ai capi giacobiti £12 000 per aver giurato fedeltà a Guglielmo. Alla fine accettarono di farlo nella Dichiarazione di Achallader del giugno 1691, anche se la guerra non terminò formalmente fino al massacro di Glencoe nel febbraio 1692. Cannon e Buchan erano stati accolti nelle Highlands da Glengarry, e come parte dell'accordo che pose fine alla rivolta ricevette un salvacondotto in Francia nel marzo 1692.

## Conseguenze
Sebbene Guglielmo volesse mantenere i vescovi, la rivolta evidenziò la sua dipendenza dal sostegno persbiteriano. Nel tentativo di preservare l'episcopalismo, i vescovi scozzesi proposero l'Unione con l'Inghilterra, che fu respinta dal parlamento inglese. Nell'ottobre 1690, l'Assemblea generale della Chiesa di Scozia si riunì per la prima volta dal 1653, l'insediamento del 1690 eliminò l'episcopato e creò due commissioni per il sud e il nord del Tay, che nel corso dei successivi 25 anni rimossero quasi i due terzi di tutti i ministri.
Gli Acts of Indulgence nel 1693 e nel 1695 permisero a molti di questi di tornare alla chiesa, con altri protetti dalla nobiltà locale, come Michael Fraser, ministro a Daviot e Dunlichty. Nominato per la prima volta nel 1673, era ancora in carica quando morì nel 1726, nonostante fosse stato sfrattato nel 1694, oltre a partecipare alle rivolte giacobite del 1715 e del 1719.
Tuttavia, un elemento significativo della classe politica scozzese rimase al di fuori dalla kirk, formando infine la Chiesa episcopale scozzese, che fu ufficialmente sancita nel 1711. Particolarmente forte nell'Aberdeenshire e nel Perthshire, sarebbe stata una delle principali fonti di sostegno giacobita nelle successive insurrezioni.